# Skupina kentaurů

Eulerův diagram s různými typy těles sluneční soustavy

Skupina kentaurů (též zkráceně kentauři) je skupina planetek obíhajících po výstředných drahách mezi drahami planet Jupiter a Neptun; afely drah některých z nich leží ve vzdálenostech až 30 AU. Jsou složeny převážně ze zmrzlých plynů a vodního ledu, připomínají tedy jádra obřích komet. Jejich primitivní povrch je tmavý a barevně neutrální. Mohou se mezi nimi nacházet neaktivní komety.
Předpokládá se, že se jedná o tělesa, původně se nacházející vně dráhy planety Neptun, tj. o transneptunická tělesa (TNO), která se v důsledku gravitačních poruch dostala z Kuiperova pásu do oblasti mezi Neptunem a Jupiterem a gravitačním působením velkých planet byla dočasně v tomto prostoru uvězněna. Dráhy kentaurů jsou nestabilní, protože jsou ovlivňovány blízkými planetami, Jupiterem, Saturnem, Uranem a Neptunem, a proto se v oblasti, kde je dnes nacházíme, nemohou zdržovat po delší dobu. Předpokládá se, že časem jsou tyto objekty buď opět vypuzeny do vnějších částí sluneční soustavy, případně až do mezihvězdného prostoru, nebo naopak vrženy blíže ke Slunci, kde se pak mohou změnit ve velké komety. Proto podle některých teorií jsou předstupněm vzniku tzv. krátkoperiodických komet. Spekuluje se také o tom, že měsíc Phoebe planety Saturn je pravděpodobně zachyceným příslušníkem této skupiny planetek.
Prvním objeveným kentaurem byla planetka (2060) Chiron, objevená americkým astronomem Charlesem. T. Kowalem na Observatoři Mt. Palomar 18. října 1977. Dostala tehdy předběžné označení 1977 UB. Její průměr se odhaduje na 166 km. V době objevu se pohybovala poblíže afelu své dráhy. Později, když se dostala do blízkosti perihelu, začala jevit kometární aktivitu, tj. v jejím bezprostředním okolí se objevila slabá plynová kóma. Proto je dnes řazena též mezi komety a jako takové dostala kromě uvedeného katalogového čísla i kometární označení 95/P Chiron. Také u řady dalších objektů této skupiny byla pozorována kometární aktivita. Přitom u nich byla zjištěna rotace, o níž se dříve předpokládalo, že není obvyklá u jader komet.
Největším dosud známým objektem mezi kentaury je planetka (10199) Chariklo, jejíž průměr se odhaduje na 302 km. V roce 2014 byl okolo ní objeven dokonce prstenec.
Žádný z kentaurů nebyl dosud z bezprostřední blízkosti snímkován a zkoumán některou z kosmických sond (nepočítáme-li již zmíněný měsíc Phoebe, studovaný sondou Cassini). Jeden z kentaurů, (8405) Asbolus, byl podrobněji pozorován Hubbleovým vesmírným dalekohledem (HST).
K 8. listopadu 2005 patřilo do této skupiny 33 objektů s definitivním označením a 61 s předběžným označením; tedy celkem 94 planetek.

## Původ jména
Protože se pohybují zejména v oblasti, kde se nachází i planeta Saturn, byli pojmenováni podle mytických řeckých polobohů druhé generace, mezi něž patřil právě i Saturn, řecky nazývaný Kronos. Je pak pravidlem, že i ostatní objekty nesou jména těchto mytologických postav.